# Zemplínske Hámre
Zemplínske Hámre (bis 1956 slowakisch „Sninské Hámre“; deutsch Josefhammer, ungarisch Józsefhámor – bis 1844 Józsefvölgy – danach auch Szinna Hámor) ist eine Gemeinde in der Ostslowakei.
Der Ort entstand südlich von Snina erst Ende des 18. Jahrhunderts. Der aus der Zips stammende Unternehmer Joseph Rholl fand in den Bergen des Vihorlat ergiebige Eisenerz- und Silikatvorkommen. Zur Erschließung der Vorkommen ließ er ein Hammerwerk errichten und siedelte dazu Arbeiter vor allem aus den Orten Göllnitz, Margarethen, Rhollhütte (heute Ortsteil von Margecany) und anderen Orten dieser Zipser Gegend an. So entstand eine typische frühindustrielle Arbeitersiedlung, diese hieß offiziell ab 1809 Josefsthal (slowakisch Jozefova dolina, ungarisch Józsefvölgy).

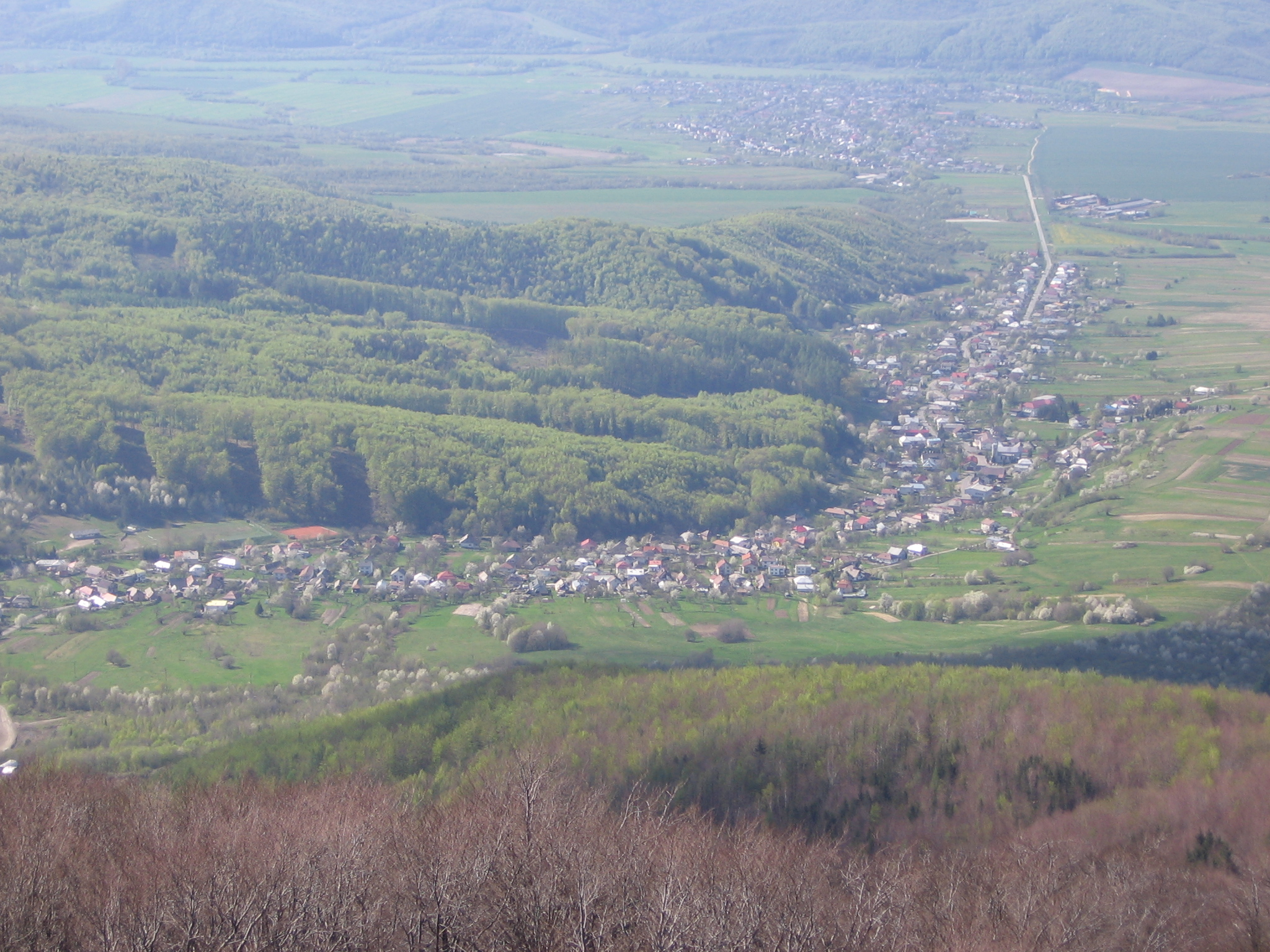
Zemplínske Hámre von einem Hügel aus

Durch den Niedergang des Hüttenwesens Ende der 1880er Jahre wanderten viele Einwohner des Ortes ab (1877: 417 Einwohner, 1903: 323 Einwohner, 1918: 128 Einwohner). Die übrigen Einwohner versuchten sich vor allem in der Landwirtschaft und in der Köhlerei.
1901 wurde eine Kapelle im Ort errichtet, 1963 eine Josef dem Arbeiter geweihte Kirche.

## Bevölkerung
| Jahr                | 1994 | 2004    | 2014    | 2024    |
| ------------------- | ---- | ------- | ------- | ------- |
| Anzahl der Personen | 1256 | 1240    | 1273    | 1291    |
| Unterschied         |      | −1,27 % | +2,66 % | +1,41 % |

| Jahr                | 2023 | 2024    |
| ------------------- | ---- | ------- |
| Anzahl der Personen | 1279 | 1291    |
| Unterschied         |      | +0,93 % |